# Norre katts park

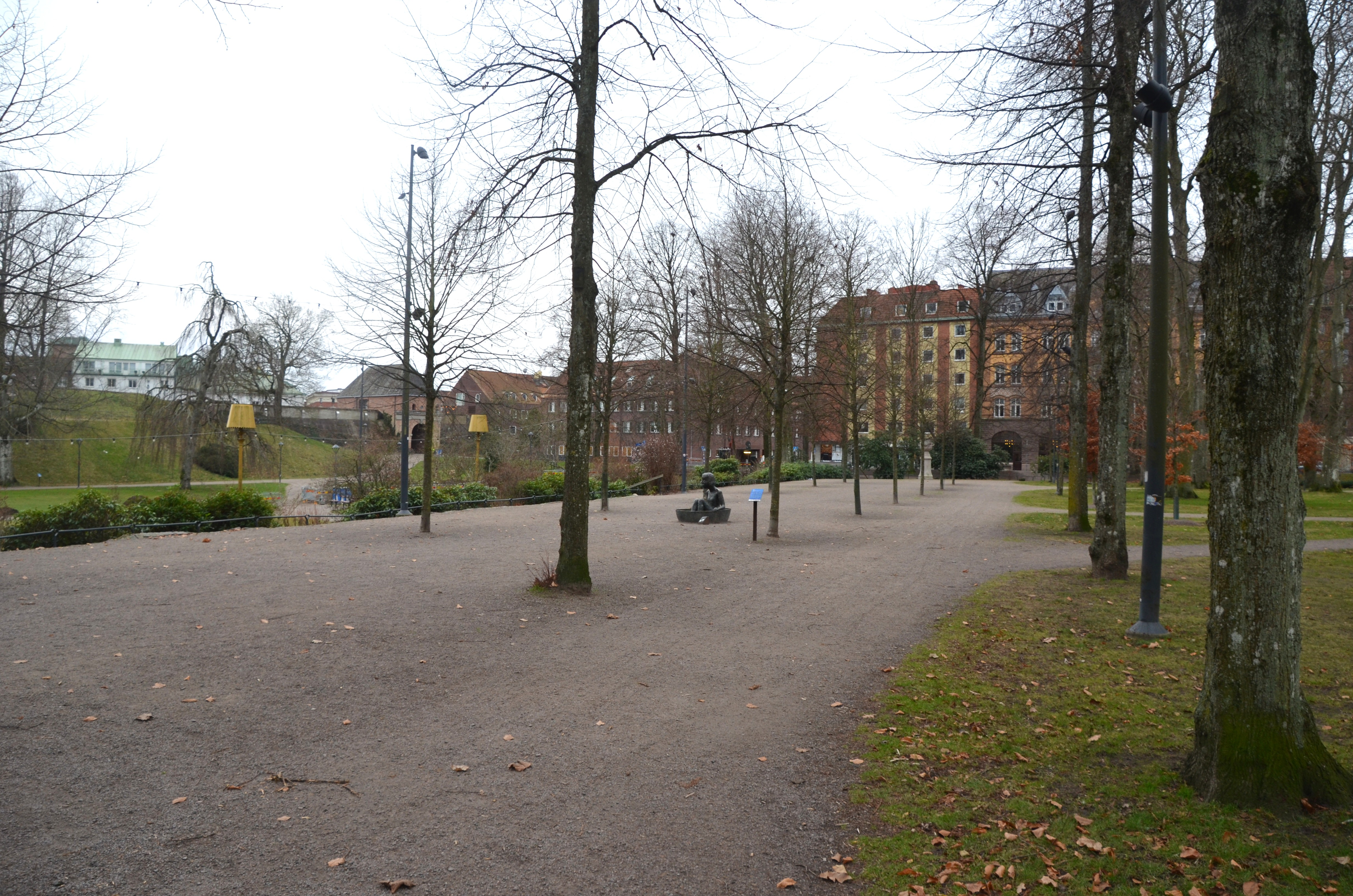
Trefaldighetsallén, där Lena Cronqvists Flicka i balja syns i mitten av bilden

Norre katts park, till 1918 kallad Tivoliparken, är en park på och omedelbart norr om Norra bastionen, en del av Halmstads stadsbefästning. På bastionen fanns tidigare högverket Norre katt, en plattform för artilleri. 

## Historik

### Bakgrund
Befästningarna hade spelat ut sin roll på 1700-talet och förföll och revs. Jorden i vallarna användes från 1735 för att fylla igen vallgraven runt staden, där senare bland annat Karl XI:s väg anlades i början av 1900-talet. I den norra delen av befästningarna, utanför vallen och mot Nissan, bildades då det markområde som senare blev parkmark.

### 1800-talet
År 1843 köptes mark norr om stadsmuren ("i Halmstads västra gärde mellan stora landsvägen och Nissaån") av A.J. Sjögren, som var gästgivare i Halmstad. Där anlade han nöjesetablissemanget Tivoli genom att bygga bygga restaurang, lusthus och kägel- och dansbana.
Området köptes 1858 av Göran Hammar och ett antal andra medborgare för att rädda det. Några år senare köptes Tivoli av det av staden ägda Halmstads utskänkningsbolag, vilket genomförde stora förändringar. 1865 utvidgades parken upp till Badhusgatan, det byggdes en sommarrestaurang på Norra bastionen, och vid Nedre Tivoli tillkom Rotundan. Stadsträdgårdsmästare Andreas Larsson lade 1866–1879 grunden till Tivoliparken. Han efterträddes av Jac Ericson som fortsatte att utveckla parken, bland annat med flera stenpartier.
Mellersta Hallands Järnväg – senare Västkustbanan – uppförde 1885 stationen Norra station i norra delen av Norre Katts park. Stationen användes som hållplats fram till 1935.

### Tidigt 1900-tal
År 1902 skänkte Alfred Wallberg ryggåsstugan Särdalsstugan till Hallands konstförening, och stugan uppfördes med inventarier och utrustning på Nedre Tivoli. Den återfördes i början av 1970-talet till Harplinge för att bli hembygdsgård där. Vid Halmstadsutställningen 1912 fick Tivoli en ståtlig urna av söndrumsgranit, ritad av Ferdinand Boberg, numera placerad i Trefaldighetsallén. År 1920 skänktes en fontänskulptur i söndrumsgnejs, en kopia av en fontänskulptur med ett Medusa-huvud vid dåvarande Sankt Nikolaj Kirke i Köpenhamn (skapad av Anders Bundgaard och Martin Nyrop), som numera finns på fasaden på Orups gränd 2. Sommarrestaurangbyggnaden i trä på Övre Tivoli restaurerades och byggdes till omkring 1906, efter ritningar av Sven Gratz. 
I Nedre Tivoli fanns Västra paviljongen som plats för utskänkning av öl och brännvin och med viss matservering. En nykterhetskommitté med skomakaremästaren E.O. Lindqvist som företrädare fick år 1907 arrendera denna och ombildade den till Nykterhetsfolkets Kafé och Läsrum, eller Nyktran i dagligt ta

### Senare år
Både sommarrestaurang på Övre Tivoli och Nyktran revs vid mitten av 1960-talet. Rotundan är den enda kvarvarande äldre byggnaden i parken. Den uppfördes som serveringspaviljong 1865, samtidigt med den första restaurangbyggnaden på Norre Katt på Övre Tivoli.
Halmstads kommun har genomfört en förstudie för framtida utveckling av Norre katts park. Denna presenterades 2021.

## Bildgalleri

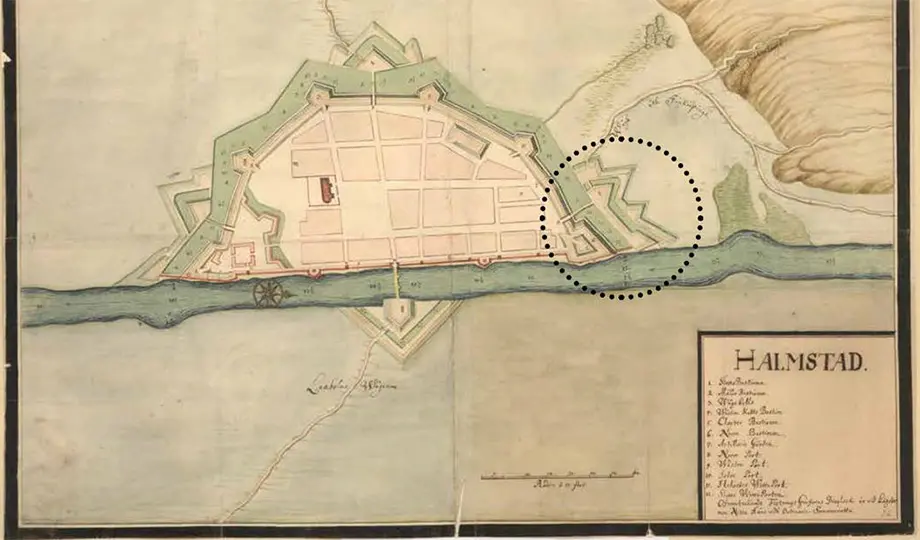
Karta från 1600-talet, med Norra bastionen inringad
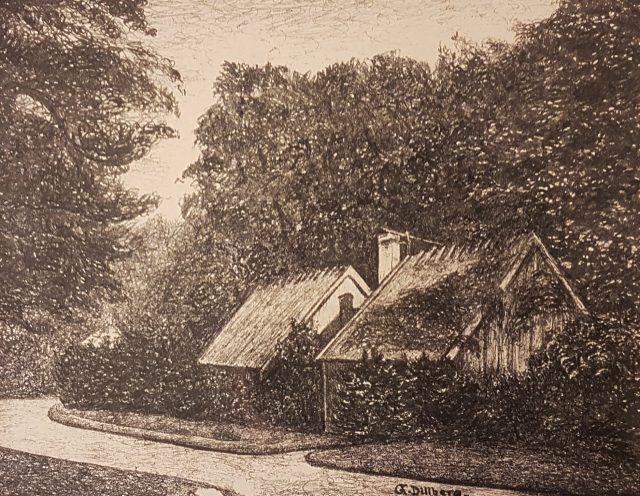
Särdalsstugan, 1927. Teckning av Gustaf Dillberg
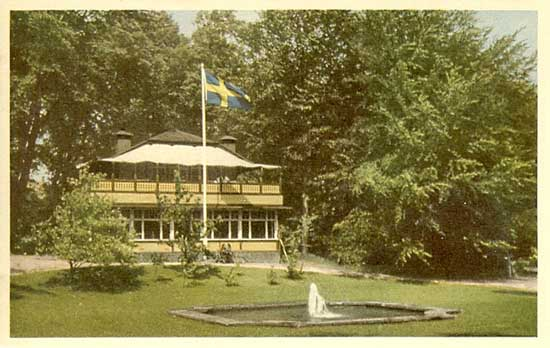
Nykterhetsrörelsens kafé och läsrum, Nyktran, 1942
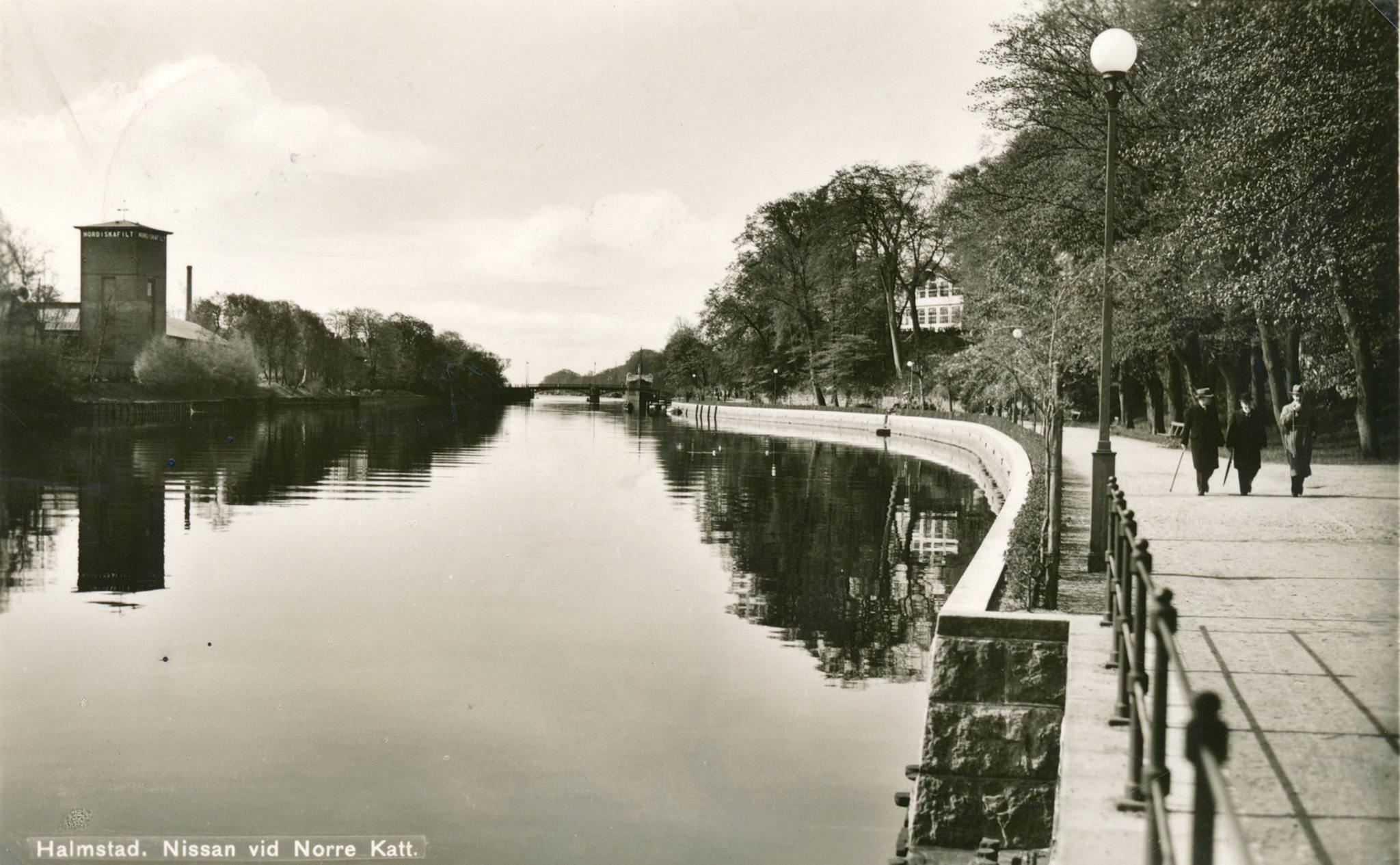
Societetsrestaurangen på Norra bastionen och strandpromenaden vid Nissan
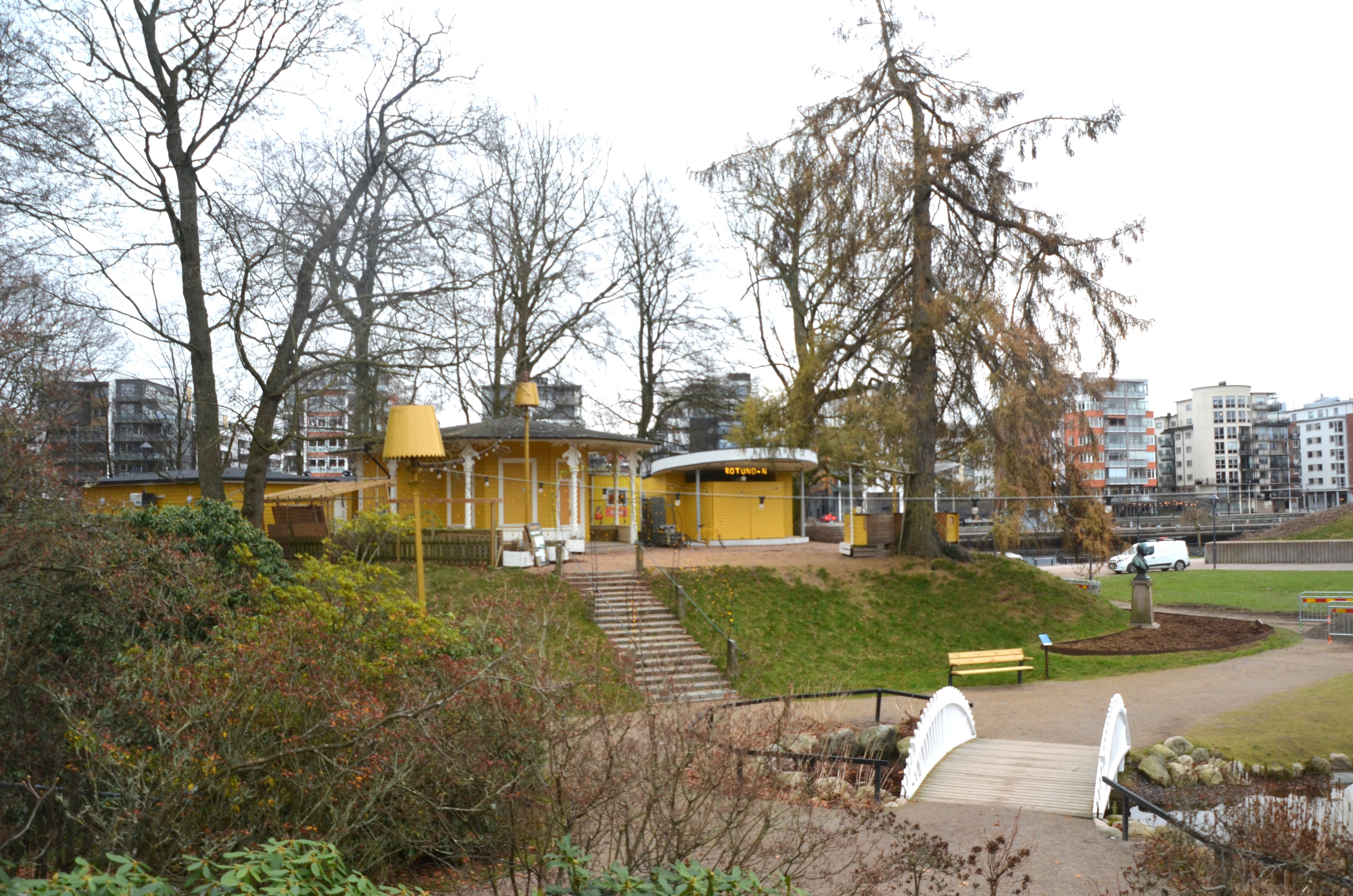
Rotundan, 2024
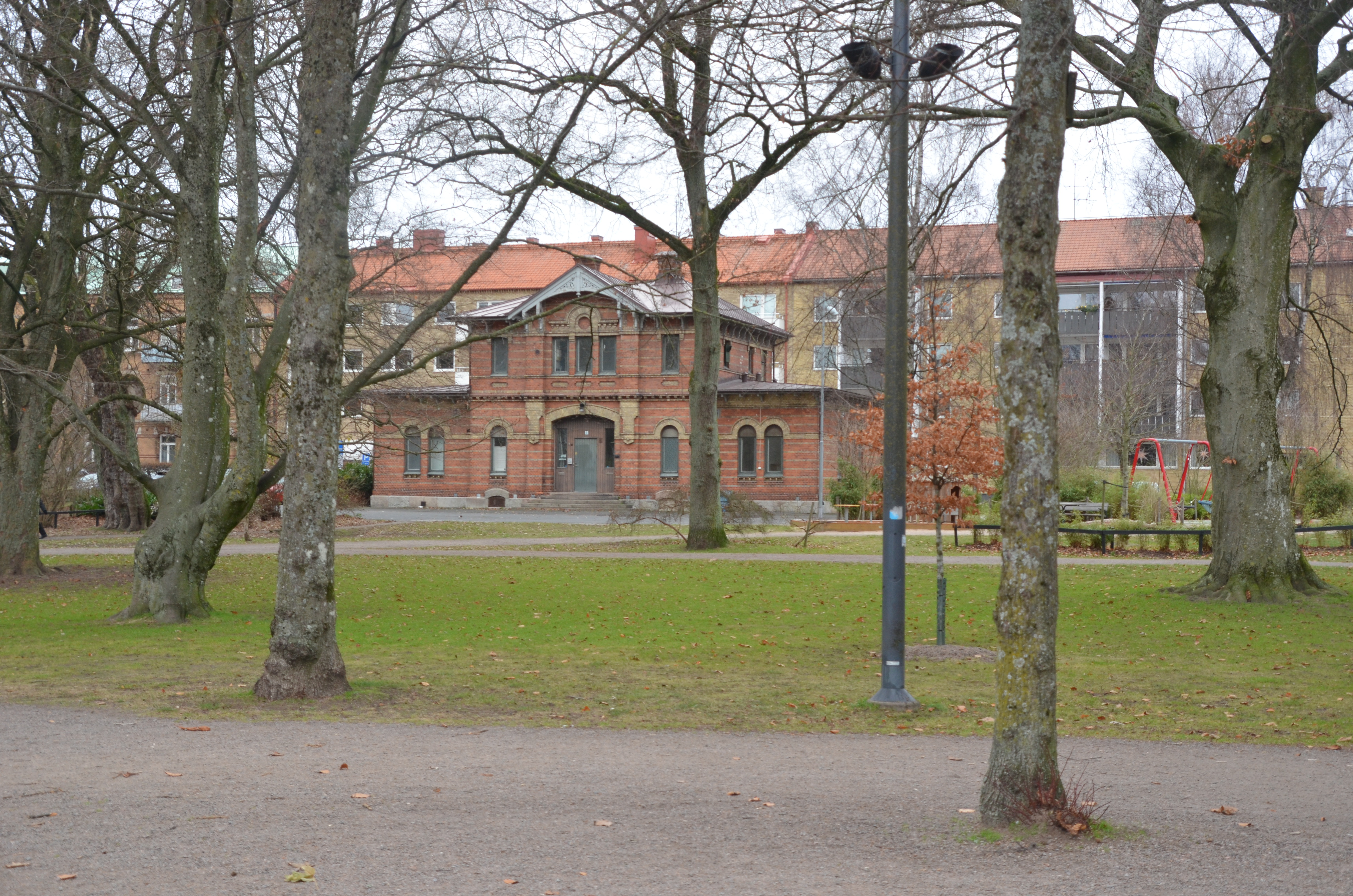
Gamla Halmstads norra station sedd från entrésidan
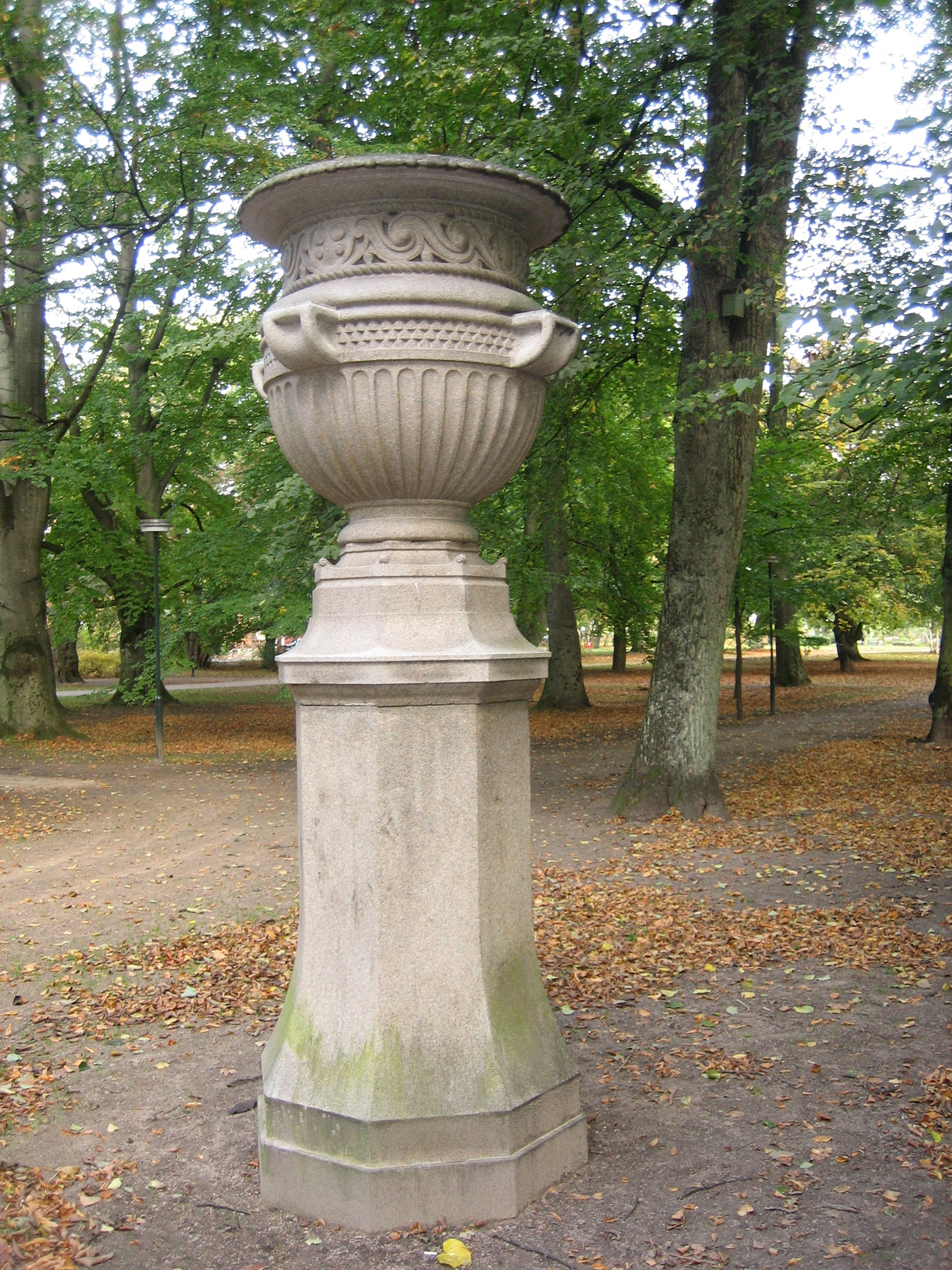
Söndrumsurnan i hallandsgnejs från Söndrum, ritad av Ferdinand Boberg 1909
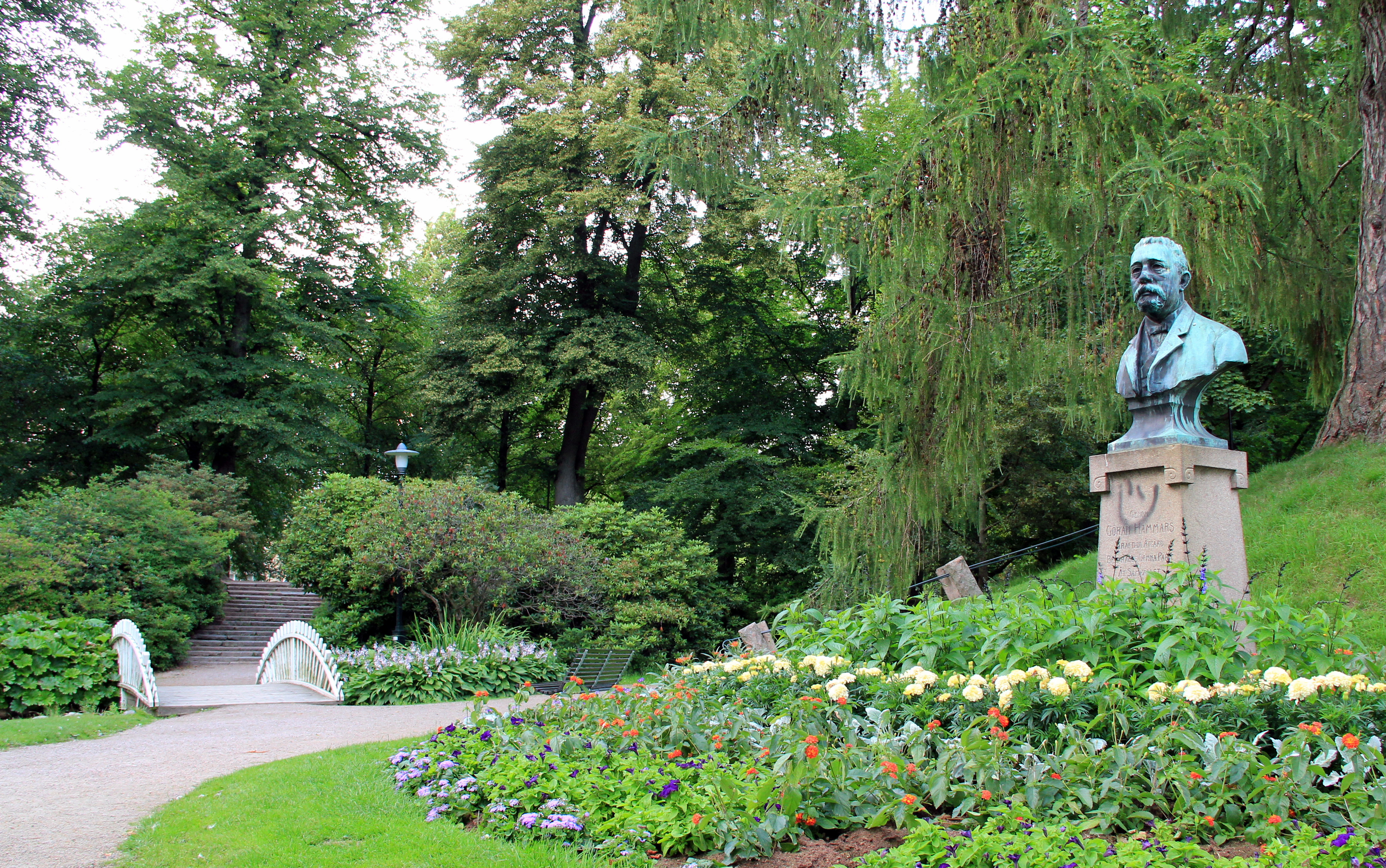
Byst av Göran Hammar